# Woakwine Range
La Woakwine Range (en français chaîne Woakwine) est une basse chaîne de collines parallèles à la côte au sud-est de l'Australie-Méridionale. Elle s'étend de la côte du cap Jaffa au sud-est jusqu'à la région de Kongorong.

## Caractéristiques
La Woakwine Range se compose de plages de caliche et de dépôts de dunes de l'époque du Pléistocène.
Le parc de conservation Woakwine se trouve près de l'extrémité nord-ouest de la chaîne, à l'est de Robe.
La chaîne Woakwine a empêché les précipitations naturelles de s'écouler vers la côte, ce qui a entraîné la création de marécages et de marais à l'intérieur de la chaîne, qui se sont drainés très lentement. Dans la première partie du XXe siècle, les agriculteurs locaux souhaitent assécher les marécages pour augmenter les terres agricoles disponibles. La Woakwine Cutting est créée en 1957 en tant que drainage traversant la chaîne, se déversant dans le lac George près de Beachport (en).
Le parc éolien du lac Bonney et le parc éolien de Canunda se trouvent sur la crête de la chaîne Woakwine, à proximité de Tantanoola et Millicent. Infigen Energy (en), propriétaire du parc éolien du lac Bonney, propose de construire le parc éolien Woakwine Range en prolongement de l'existant.